# Kalneh
Kaneh (Kal-neh, Kal-may) o Calneh o Calno (Fortalesa d'Anu, podria ser l'assíria Killanu o Kullani o Kulnia o Kullanhu a 10 km d'Arpad) fou una antiga ciutat esmentada a la Bíblia entre les ciutats de Nimrod (Nimrud era la capital d'Assíria). Podria correspondre a la moderna Niffer o Noufar. Una ciutat amb aquest nom existia al nord de Síria, a la regió d'Alep, però potser no era la mateixa referida a al Bíblia, que s'hauria de situar a la riba oriental de l'Eufrates a uns 90 km sud-sud-est de Babilònia. El Genèsis (10:10) diu que fou una de les quatres ciutats fundades per Nimrod (la quarta, les tres primeres foren Babilònia, Uruk o Erech i Accad). Consta que Tir hi va comerciar, i fou destruïda pels assiris en data desconeguda. S'esmenta com a Calno (Isa. 10:9), Canneh (Ezek. 27:23) i Calneh (Amos 6:2). Rawlinson proposa la identificació amb Nippur.